# Funningur
Funningur (dánul: Funding) település Feröeren, valószínűleg a legrégebbi. Eysturoy északkeleti részén fekszik. Közigazgatásilag Runavík községhez tartozik.

## Földrajz

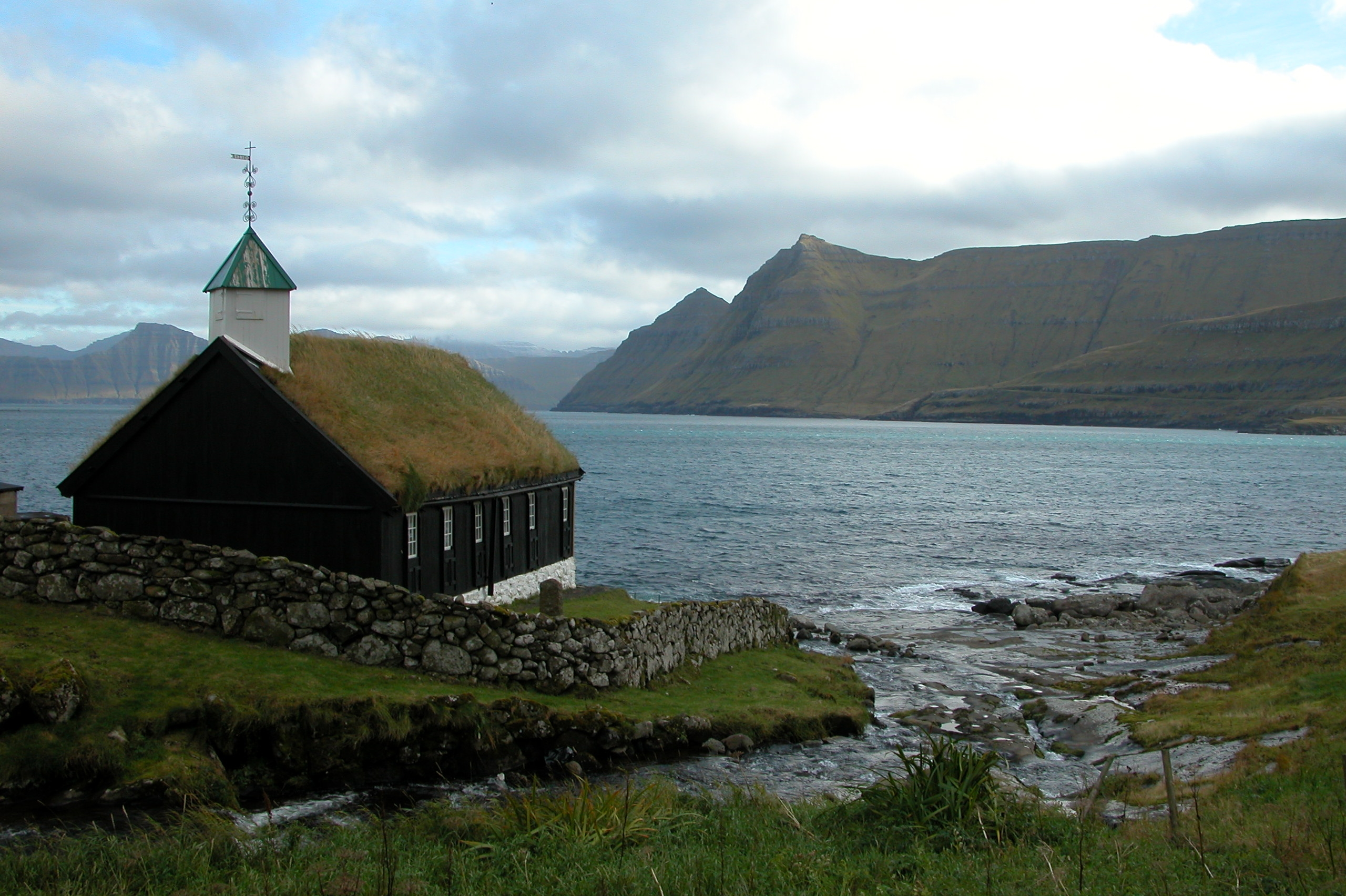
A templom a tengerparton

Funningur a Funningsfjørður északnyugati partján fekszik. (A fjord végénél található az azonos nevű Funningsfjørður település.) A település egy zubogó patak, a Stórá két partján fekszik.
Feröer legmagasabb hegyei közül kettő is a falu közelében fekszik: közvetlenül nyugatra tőle a Slættaratindur, északnyugatra pedig a Gráfelli.

## Történelem
Úgy tartják, hogy az első feröeri honfoglaló, Grímur Kamban itt telepedett le 825 körül. A Funningur név az óészaki funding szóból ered, ami felfedezést jelent. Első írásos említése 1584-ből származik.
Egy 1847-ben épült jellegzetes feröeri fatemplom is áll a faluban.
2009. január 1. óta Runavík község része, előtte önálló volt Funningur község (Funnings kommuna) néven.

## Népesség
| Év              | Lakosság |
| --------------- | -------- |
| 1986. január 1. | 107      |
| 1991. január 1. | 114      |
| 1996. január 1. | 107      |
| 2001. január 1. | 90       |
| 2006. január 1. | 83       |

## Gazdaság
A településen egy pisztrángnevelő telep működik.

## Közlekedés
Funningurból dél felé Funningsfjørður, észak felé Gjógv, nyugat felé Eiði érhető el. Az autóbusz-összeköttetést a 205-ös járat biztosítja.

## Személyek
- Grímur Kamban (9. század), legendás telepes